# Esperanza Spalding
Esperanza Spalding (* 18. Oktober 1984 in Portland, Oregon) ist eine US-amerikanische Jazzmusikerin (Bass, Gesang, Komposition) und Grammy-Preisträgerin.

## Biografie
Spalding wuchs in Portland, Oregon, auf. Mit fünf Jahren lernte sie Violine spielen – motiviert dadurch, dass sie den Cellisten Yo-Yo Ma im Fernsehen gesehen hatte – und spielte zehn Jahre im Orchester des lokalen Kammermusikvereins (Chamber Music Society of Oregon). Mit fünfzehn Jahren wurde sie Konzertmeisterin des Orchesters und entdeckte im selben Jahr für sich den Kontrabass. Sie wechselte zu diesem Instrument und spielte auch nicht-klassische Musik der unterschiedlichsten Richtungen. Dabei trat sie auch schon als Sängerin auf. Sie studierte ab 2000 am Konservatorium in Portland und danach am Berklee College of Music in Boston, wo sie sich verstärkt dem Jazz zuwandte. 2005 erhielt sie nach dem Studium ein Stipendium der renommierten Boston Jazz Society und wurde direkt im Anschluss mit nur zwanzig Jahren jüngste Professorin aller Zeiten in Berklee. Danach spielte sie u. a. mit Michel Camilo (ihrem Lehrer), Dave Samuels, Pat Metheny, Stanley Clarke, Patti Austin, Donald Harrison, Mike Stern und Joe Lovano. 2007 war sie u. a. auf dem Jazzfestival von Montreal, und am 24. Februar 2007 trat Spalding bei einer Aftershow von Prince als musikalischer Gast auf. 2008 war sie auch mit eigenem Trio in Europa auf Tour und trat in der David Letterman Show auf. Ende Februar 2009 spielte Spalding im Weißen Haus anlässlich der Verleihung des Gershwin Prize an Stevie Wonder. 2006 erschien ihr Debütalbum „Junjo“. Im Mai 2008 erschien ihre CD „Esperanza“ beim Label „Heads Up“.
Sie komponiert eigene Stücke und singt bisweilen beim Bass-Spiel, insbesondere wenn sie mit eigener Band nach eigenen Worten in der Rolle der Show-Woman ist – neben englisch auch spanisch und portugiesisch.

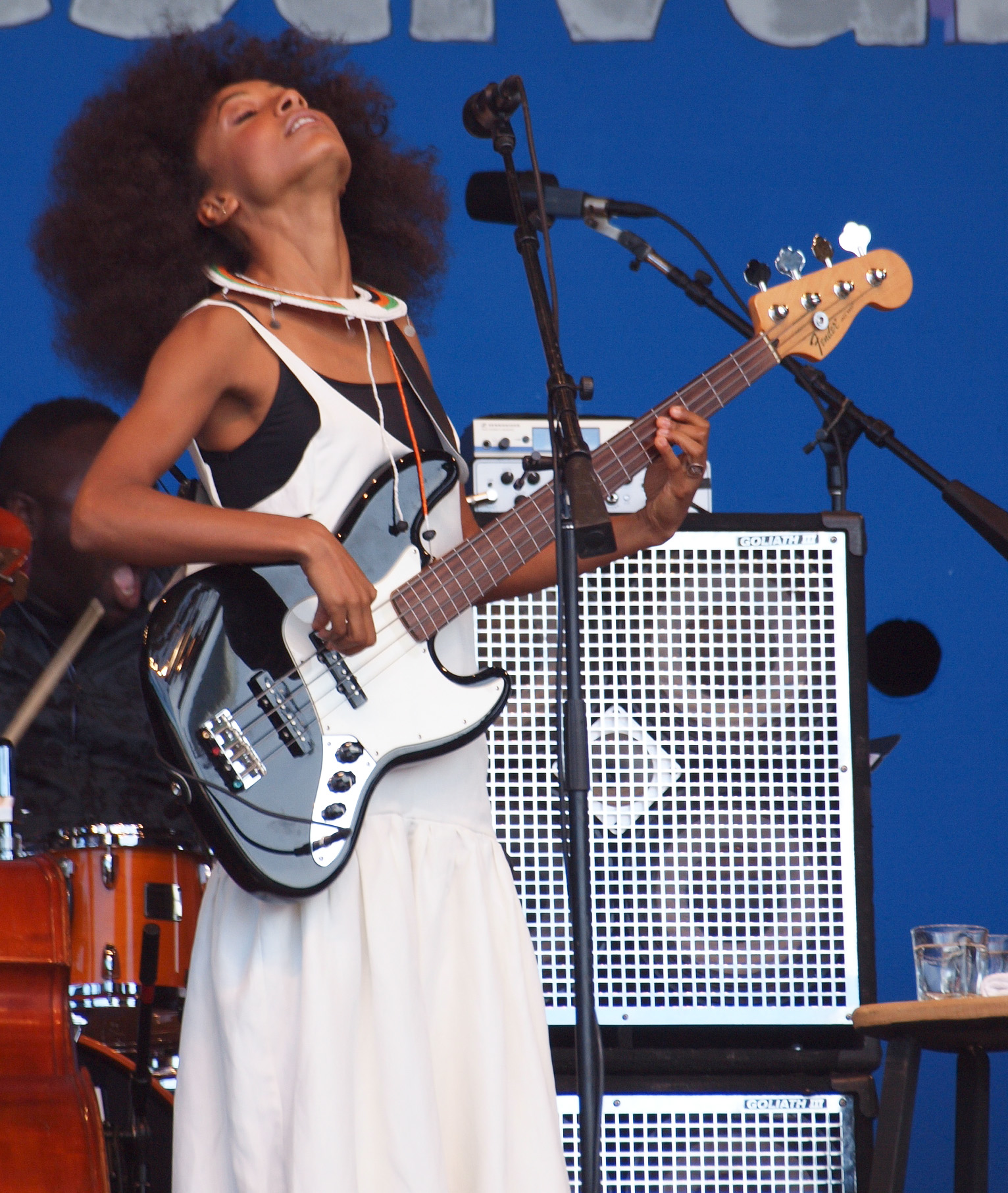
Esperanza Spalding beim Monterey Jazz Festival (2012)

Kritiker Oliver Hochkeppel hob „ihr extrem flinkes, sicheres und ausdrucksstarkes Spiel“ am Bass hervor und erwähnt ihre Vocalesetechnik zu ihrem Bass-Spiel, „mal unisono wie einst Slam Stewart, meist komplex verzahnt, wobei Bass- und Gesangslinien kontrapunktisch weitgehend unabhängig verlaufen. Oft wechselt sie von Text in improvisierende Scatpassagen, selbst beim Standard ‚Body and Soul‘, den sie (…) auf Spanisch und im Fünfvierteltakt singt.“
Zu ihrem eigenen Trio gehörten 2008 der Pianist Leo Genovese und der Schlagzeuger Otis Brown III, teilweise ergänzt durch den Gitarristen Ricardo Vogt. 2009 war sie erstmals in Deutschland auf Tournee. Im Dezember 2009 spielte sie auf der Nobelpreis-Zeremonie von Barack Obama.
Ihre dritte Soloeinspielung Chamber Music Society wurde im September 2010 CD des Monats der Hi-Fi-Zeitschrift stereo. Bei den Grammy Awards 2011 wurde sie als beste neue Künstlerin ausgezeichnet. Im selben Jahr trat sie auf dem Newport Jazz Festival auf. 2012 arbeitete sie mit ihrem Ensemble Radio Music Society, dessen musikalische Leiterin die Saxofonistin Tia Fuller ist.
Im November 2012 gewann Esperanza Spalding den alljährlichen Leser-Poll der Zeitschrift Down Beat in zwei Kategorien: als „Bester Jazzmusiker“ sowie für Radio Music Society als Jazzalbum des Jahres. 2013 wurde das Album mit einem Grammy Award in der Kategorie Best Jazz Vocal Album ausgezeichnet. Sieben Jahre später bekam sie mit dem Album 12 Little Spells dieselbe Auszeichnung zum zweiten Mal.
2017 wurde sie Professorin für Musikpraxis an der Harvard University. Am 12. November 2021 wurde die Oper Iphigenia von Wayne Shorter, für die sie das Libretto verfasst hat, am Cutler Majestic Theatre in Boston uraufgeführt.

## Preise und Auszeichnungen
Spalding erhielt bei den Grammy Awards 2011 den Grammy für den besten neuen Künstler. Bis 2024 wurde sie elf Mal für einen Grammy nominiert und erhielt vier weitere Grammys, darunter 2013: Grammy Award für das beste Jazzgesangs-Album für Radio Music Society, 2013 den Grammy Award für das beste Instrumental-Arrangement mit Gesangbegleitung für City Of Roses und 2020 den Grammy Award für das beste Jazzgesangs-Album für 12 Little Spells. Sie erreichte 2012 die Spitzenposition im
Leserpoll der Zeitschrift Down Beat in den Kategorien Bester Jazzmusiker und Jazzalbum des Jahres für Radio Music Society
2018 wurde Spalding die Ehrendoktorwürde vom Berklee College of Music verliehen. 2024 erhielt sie einen Doris Duke Artist Award.

## Diskografie (Auswahl)
Als Solokünstlerin
- 2006 Junjo
- 2008 Esperanza

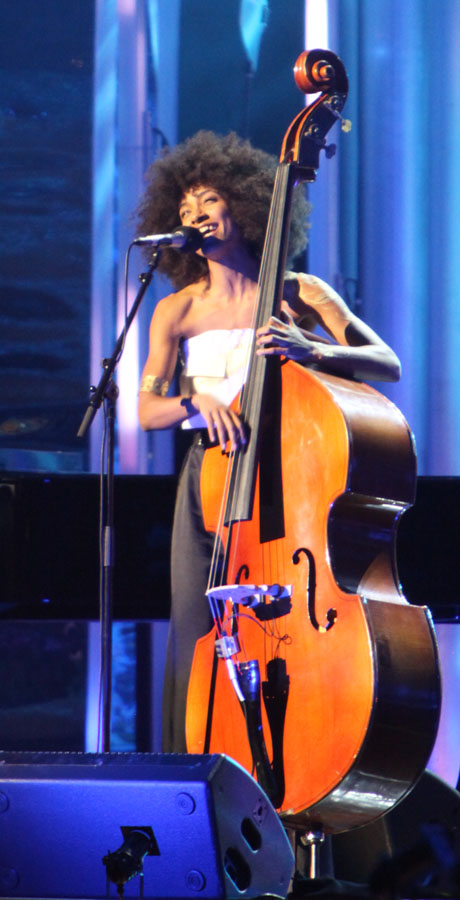
Spalding auf der Feier für den Friedensnobelpreis an Barack Obama (2009)

- 2010 Chamber Music Society (CD des Monats September 2010 der Hi-Fi-Zeitschrift stereo)[6]
- 2012 Radio Music Society, mit Joe Lovano, Leo Genovese, Terri Lyne Carrington, Jack DeJohnette, Billy Hart
- 2016 Emily’s D+Evolution
- 2017 Exposure, mit Robert Glasper, Lalah Hathaway, Andrew Bird
- 2019 12 Little Spells
- 2021 Songwrights Apothecary Lab (Concord Records)
- 2023 Fred Hersch & Esperanza Spalding: Alive at the Village Vanguard (Palmetto)[16]
- 2024 Milton & Esperanza (Concord 2024)[17]

Mit anderen Künstlern
- 2002 mit Noise for Pretend Happy You Near
- 2006 mit dem Nando Michelin Trio Duende
- 2007 mit Stanley Clarke The Toys of Men
- 2009 mit Joe Lovano Us Five Folk Art
- 2009 mit Mike Stern Big Neighborhood, Heads Up
- 2012 mit Jack DeJohnette Sound Travels
- 2012 mit Joe Lovano Us Five "Cross Culture"
- 2012 mit Salif Keïta Talé

## Trivia
Die am 9. März 2021 erschienene Version 5.7 des Content Management Systems „WordPress“ wurde zu Ehren von Spalding „Esperanza“ getauft.